# Centre d'expertise de médecine aéronautique (Tunisie)
Le Centre d'expertise de médecine aéronautique (CEMEDA) est un établissement tunisien chargé de procéder à la sélection, aux contrôles médicaux révisionnels périodiques et aux expertises des candidats membres du personnel navigant militaire et civil et ce conformément aux normes. Il procède, en outre, aux études concernant les techniques d'examen et les procédures d'expertises médicales du personnel navigant et à la formation des médecins experts et du personnel paramédical destinés à exercer dans cette spécialité.

## Activités
Le plateau technique du centre comprend :
- un service de médecine générale
- un service d'oto-rhino-laryngologie
- un service de neuropsychiatrie
- un service d'explorations fonctionnelles et de cardiologie
- un service de radiologie
- un service de médecine dentaire
- un service de laboratoire
- un caisson hypobare